# 殷山郡

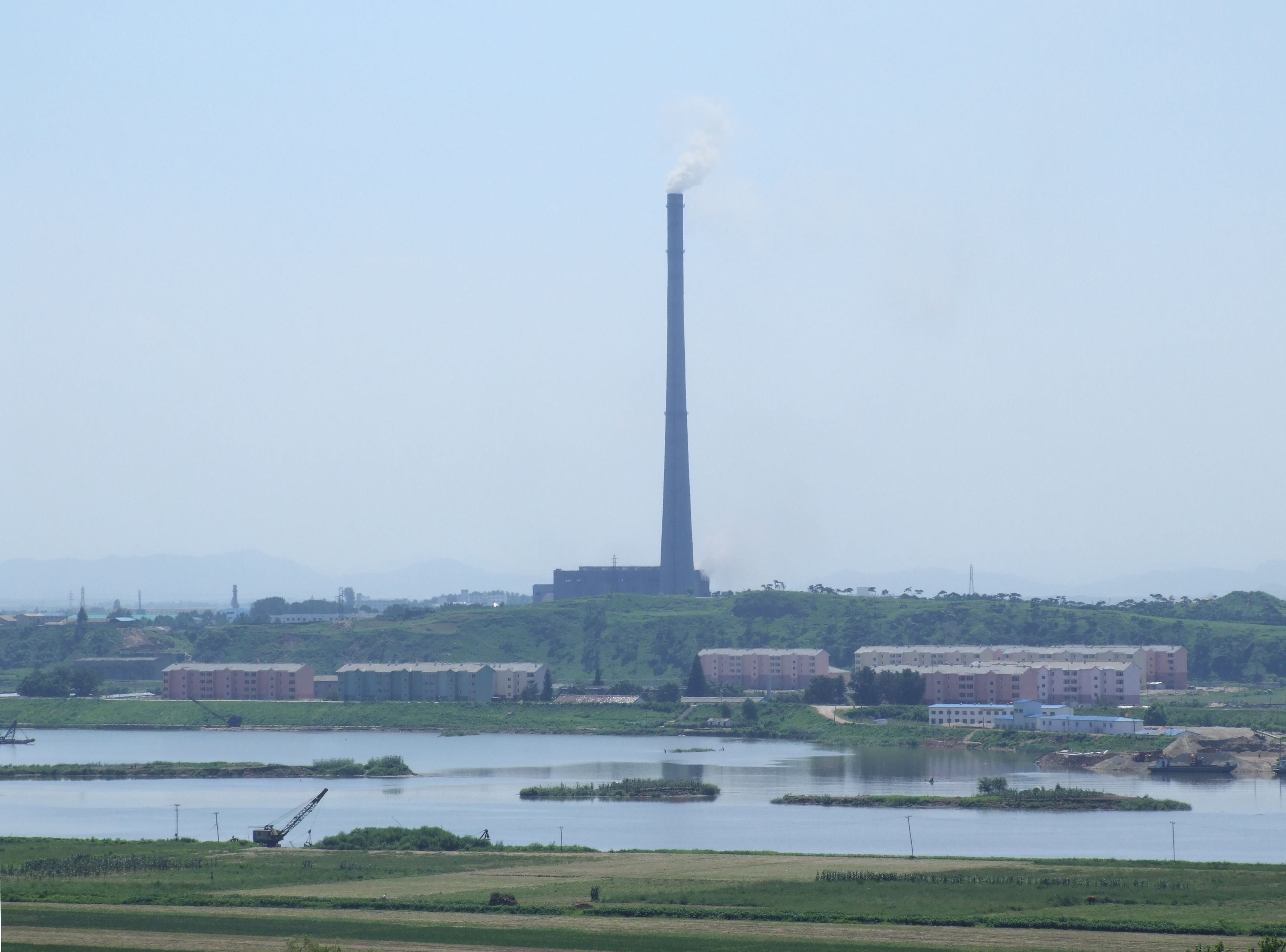
殷山郡發電廠

殷山郡（：／ Ŭnsan gun */?）是朝鮮民主主義人民共和國平安南道中部的一個郡。位於首都平壤以北、道府平城市以東。北為山地，大同江在西南部流過，沸流江在南部與之會合。2008年人口206,407人。下分1邑、5勞動者區、16里。

## 歷史
983年稱殷州，1278年設殷山縣，1895年設郡，1907年被撤，1952年恢復。
2019年5月，美国战略与国际研究中心公开发表报告称，卫星遥感影像显示朝鲜在殷山郡密田里附近建有导弹基地。